# Palythoa dartevellei
Palythoa dartevellei är en korallart som beskrevs av author unknown. Palythoa dartevellei ingår i släktet Palythoa och familjen Zoanthidae. Inga underarter finns listade i Catalogue of Life.